# Reprezentacja Izraela na Mistrzostwach Europy w Wioślarstwie 2009
Reprezentacja Izraela na Mistrzostwach Europy w Wioślarstwie 2009 liczyła 2 sportowców. Najlepszym wynikiem było 13. miejsce w dwójce podwójnej wagi lekkiej mężczyzn.

## Medale

### Złote medale
Brak

### Srebrne medale
Brak

### Brązowe medale
Brak

## Wyniki

### Konkurencje mężczyzn
- dwójka podwójna wagi lekkiej (LM2x): Vladimir Polomartchuk, Paul Kondrashov – 13. miejsce